# Uncanny Tales
Uncanny Tales este o colecție de povestiri științifico-fantastice de Robert Sheckley.  A fost publicată prima dată în 2003 de către editura Five Star.
Conține povestirile:
1. "A Trick Worth Two of That" (2001)
2. "The Mind-Slaves of Manitori" (1989)
3. "Pandora's Box—Open with Care" (2000)
4. "The Dream of Misunderstanding" (2002)
5. "Magic, Maples, and Maryanne" (2000)
6. "The New Horla" (2000)
7. "The City of the Dead" (1994)
8. "The Quijote Robot" (2001)
9. "Emissary from a Green and Yellow World" (1998)
10. "The Universal Karmic Clearing House" (1986)
11. "Deep Blue Sleep" (1999)
12. "The Day the Aliens Came" (1995)
13. "Dukakis and the Aliens" (1992)
14. "Mirror Games" (2001)
15. "Sightseeing, 2179" (2002)
16. "Agamemnon's Run" (2002)